# Boule de flipper
Singles de Corynne Charby
J't'oublie pas
(1985) Pile ou Face
(1987)
Boule de flipper est une chanson interprétée par la chanteuse française Corynne Charby, sortie en septembre 1986.

## Développement
L'auteur-compositeur Christophe (1945–2020) et la chanteuse Corynne Charby se rencontrent lors d'un gala et deviennent amis. Christophe lui propose de collaborer sur une chanson ce que Corynne accepte. Rapidement, Christophe s'occupe de la composition sur des paroles écrites par Jean-Michel Bériat,,. Les paroles semblent avoir pour thème une déception amoureuse.
Boule de flipper sort en septembre 1986, et se place directement le top 50 français pendant 16 semaines consécutives. La chanson atteint ainsi la 39e place le 29 septembre 1986, puis la 17e place le 18 octobre 1986 pendant une semaine. 
La chanteuse Corynne Charby, qui se fait connaître grâce à cette chanson, enchaîne quelques mois plus tard avec la sortie de Pile ou Face, qui connait également le succès. Un clip pour Boule de flipper, mettant en scène Corynne « chantant et dansant face caméra », est tourné et passe en boucle sur les chaînes de télévision pendant cette même période.

## Classements hebdomadaires
| Classement (1986)         | Meilleure position |
| ------------------------- | ------------------ |
| France (SNEP)             | 17                 |
| Europe (European Hot 100) | 62                 |
| Québec (ADISQ)            | 19                 |

## Reprises
- Leslie sur l'album Futur 80 (2007)
- Mathieu Rosaz sur l'album Ex-Fan des 80's (2017)[8]
- Juliette Armanet et Christophe sur l'album Christophe Etc. (Vol.2) (2019)[9]

## Dans la culture
- 2008 : Fool Moon de Jérôme L'Hotsky[pas clair]